# Schleswig-Holstein-Hadersleben
Schleswig-Holstein-Hadersleben war eine Linie des Fürstengeschlechtes Haus Oldenburg.
Sie wurde 1544 mit Johann begründet, als dieser von seinem Bruder König Christian III. für den entgangenen dänischen Thron mit Teilen Schleswigs und Holsteins entschädigt wurde. Johann, auch Herzog Hans oder Hans der Ältere genannt, blieb kinderlos, und die Linie erlosch 1580 mit seinem Tod. Die Ländereien wurden zwischen der königlichen Linie und Adolf I., dem Begründer der Linie Schleswig-Holstein-Gottorf, aufgeteilt.
Im Herzogtum Schleswig gehörten die Ämter Hadersleben, Tondern (mit Sylt und dem Osterland-Föhr) und Lügumkloster sowie die Landschaften Nordstrand und Fehmarn zum Haderslebener Anteil, in Holstein die Ämter Rendsburg und Bordesholm sowie ab 1559 der Mittelteil von Dithmarschen.